# Marrita
La marrita és un mineral de la classe dels sulfurs. Va ser descoberta el 1904 a la vall de Binn, al cantó de Valais, Suïssa. Fou anomenada d'aquesta manera en honor de John Edward Marr (1857–1933), geòleg de la Universitat de Cambridge, Anglaterra.

## Característiques
La marrita és un rar mineral de plom, argent, arsènic i sofre, un sulfur de fórmula química AgPbAsS₃ de color gris-negre. Té una duresa de 3 a l'escala de Mohs, la mateixa que la de la calcita, i una densitat de 5,8 g/cm³. Cristal·litza en el sistema monoclínic, formant cristalls estriats tabulars. La lluentor dels cristalls és metàl·lica, i la seva fractura concoidal.
Segons la classificació de Nickel-Strunz, la marrita pertany a «02.JB: Sulfosals de l'arquetip PbS, derivats de la galena, amb Pb» juntament amb els següents minerals: diaforita, cosalita, freieslebenita, cannizzarita, wittita, junoita, neyita, nordströmita, nuffieldita, proudita, weibul·lita, felbertalita, rouxelita, angelaite, cuproneyita, geocronita, jordanita, kirkiita, tsugaruita, pillaita, zinkenita, scainiita, pellouxita, chovanita, aschamalmita, bursaita, eskimoita, fizelyita, gustavita, lil·lianita, ourayita, ramdohrita, roshchinita, schirmerita, treasurita, uchucchacuaita, ustarasita, vikingita, xilingolita, heyrovskýita, andorita IV, gratonita, marrucciïta, vurroïta i arsenquatrandorita.

## Formació i jaciments
La marrita és un mineral secundari d'origen hidrotermal que apareix en dolomies. Sol trobar-se associada a altres minerals com: lengenbachita, rathita, tennantita o sartorita. La seva localitat tipus i únic lloc on s'ha trobat fins ara és la pedrera Lengenbach, a la vall de Binn, al cantó de Valais, Suïssa.